# Elytraria spathulifolia
Elytraria spathulifolia là một loài thực vật có hoa trong họ Ô rô. Loài này được Attila L. Borhidi & Onaney Muñiz mô tả khoa học đầu tiên năm 1978.

## Phân bố
Loài bản địa Cuba.